# Flaman-Kessel

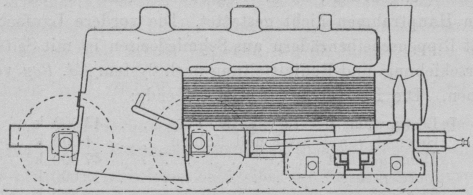
Längsschnitt durch den Flaman-Kessel der Chemins de fer de l’Est-Lokomotiven 801 bis 840

Der Flaman-Kessel ist ein Dampflokomotivkessel, der nach seinem Erfinder Eugène Flaman (1842–1935) benannt wurde. Er war bekannt für sein charakteristisches Aussehen mit einer langen Dampftrommel über dem Hauptkessel und ähnelte in seinem Aussehen dem Brotan-Kessel.

## Geschichte

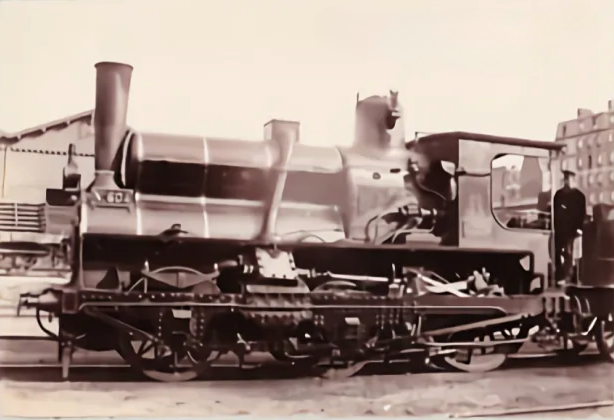
Chemins de fer de l’Est Nr. 604

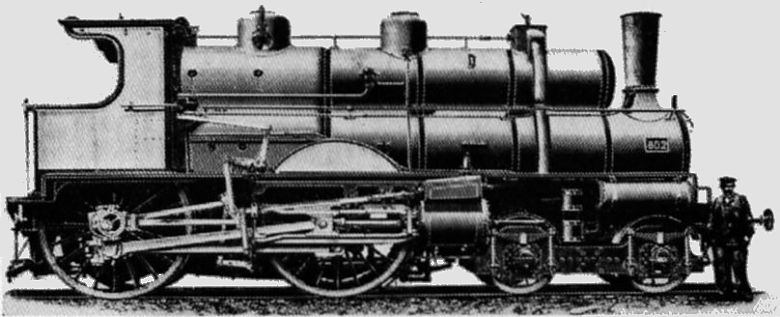
Chemins de fer de l’Est Nr. 802

Der Kessel wurde von der französischen Compagnie des chemins de fer de l’Est (EST) unter der Leitung von Eugène Flaman entwickelt. Den Prototyp des Kessels erhielt die Crampton-Lokomotive Nr. 604. Sie erreichte im Juni 1890 zwischen Montereau und Sens 144 km/h und hielt damit für einige Jahre den Geschwindigkeitsweltrekord auf der Schiene. Die beiden Lokomotiven Nr. 508 und 509 mit der Achsfolge 1B, sowie die 40 Chameaux ‚Kamele‘ genannten American-Lokomotiven der Baureihe 800 der EST wurden mit Flaman-Kesseln ausgerüstet. Die letzte Lokomotive mit Flaman-Kessel wurde 1922 ausgemustert.

## Technik
Der Flamankessel war eine Möglichkeit, die Verdampfungsfläche bei gegebener Fahrzeugbegrenzungslinie zu vergrößern. Die Leistung der Lokomotiven war durch den Kesseldurchmesser begrenzt, sollte aber trotzdem erhöht werden. Bei einem normalen Kessel wird das Wasser verdampft und der Dampf oberhalb des Wasserspiegels gespeichert. Die Erfindung Flamans, einem Ingenieur der EST, bestand darin, die Verdampfung von der Dampfspeicherung zu trennen und zwei zylindrische Strukturen übereinander anzuordnen. Der untere Zylinder war der eigentliche Kessel mit Siederohren, der im Normalbetrieb vollständig mit Wasser gefüllt war. Der obere Zylinder war ein Dampfreservoir, das mit dem Kessel durch mehrere große vertikale Rohre verbunden war und wahlweise auch als zusätzlicher Wasserbehälter genutzt werden konnte, wodurch die Reichweite erhöht werden konnte. Er war meist zur Hälfte mit Wasser gefüllt.